# Порчия
Порчи́я (итал. Porcia) — город с 15,3 тысячами жителей в провинции Порденоне на самом северо-востоке Италии.
С XII века городом правило графское семейство из соседнего города Прата. Эти феодалы стремились сломить сопротивление аквилейских патриархов и распространить свою власть на весь Фриуль. После перехода под власть Венецианской республики в XV веке в Порчии настал период относительного спокойствия, прерванный нашествиями турок (1499) и войск камбрейской лиги (1508). В 1809 году в окрестностях произошла битва при Сачиле.
Главная местная достопримечательность — замок семейства Порчия, многократно перестраивавшийся и реставрировавшийся. Его древнейшие слои восходят, возможно, к XI веку. После захвата города венецианцами Порчия подались на имперскую службу и получили от Габсбургов титул имперских князей. Также сохранились барочная вилла Коррер-Дольфин, несколько церквей и палаццо XVI—XVII веков.
Покровителем коммуны почитается святой Георгий Победоносец, празднование 23 апреля.

## Города-побратимы
Порчия является городом-побратимом следующих городов:
- Шпитталь-ан-дер-Драу, Австрия
- Береттьоуйфалу, Венгрия